# Phat Lab. Nightmare
Albums de Wagon Christ
Weirs
(1993) Throbbing Pouch
(1995)
Phat Lab. Nightmare est un album de musique électronique de Wagon Christ, sorti en 1994 sur le label Rising High Records (en).

## Titres
| 1.    | Mahadelic              | 12:56 |
| 2.    | Glass World            | 12:48 |
| 3.    | Phat Lab. Nightmare    | 13:28 |
| 4.    | Aerhaart ; from Within | 6:02  |
| 5.    | Aerhaart ; Ahead       | 9:24  |
| 6.    | Aerhaart ; Barrier     | 7:36  |
| 7.    | Panorak                | 12:43 |
| 8.    | Dances with Francis    | 4:32  |
| 78:09 |                        |       |